# 约瑟夫·帕克斯顿
约瑟夫·帕克斯顿爵士（Sir Joseph Paxton，1803年4月3日—1865年6月1日）为英国园艺师、建筑师、植物學家、工程師與自由黨所屬的下議院議員（考文垂），其设计了水晶宮。